# Androulla Vassiliou
Androulla Vassiliou (in greco Ανδρούλλα Βασιλείου?; Pafo, 30 novembre 1943) è una politica cipriota, commissario europeo per l'istruzione, la cultura, il multilinguismo e la gioventù nella Commissione Barroso II dal 2010 al 2014.
In passato ha ricoperto vari incarichi di responsabilità a Cipro e in consigli di amministrazione di varie società.

## Carriera professionale
Androulla Vassiliou ha studiato giurisprudenza al Middle Temple Inn of court a Londra tra il 1961 e il 1964 e successivamente ha studiato affari internazionali al London Institute of World Affairs (sempre a Londra). Nel 1968 fece ritorno a Cipro per lavorare come avvocato; è stata anche consulente legale della Banca di Cipro e membro di numerosi consigli di amministrazione. Nel 1988 suo marito, Georgios Vassiliou, venne eletto presidente di Cipro e lei terminò la sua attività professionale.

## Carriera politica
Vassiliou venne eletta nel parlamento di Cipro nel 1996 nelle liste del Movimento dei democratici uniti, e venne rieletta nel 2001. Durante i suoi mandati Vassiliou fece parte della Commissione affari europei e del Comitato parlamentare congiunto UE-Cipro. È stata anche una dei rappresentanti di Cipro nella Convenzione europea che elaborò la Costituzione europea.
Tra il 2001 e il 2006 è stata vicepresidente del Partito dell'Alleanza dei Liberali e dei Democratici per l'Europa e coordinatrice della Rete europea delle donne liberali.
Nel febbraio 2008 Vassiliou venne nominata per subentrare a Markos Kyprianou come commissario europeo per la sanità. Il Parlamento europeo approvò la nomina il 9 aprile 2008 con 446 voti a favore, 7 contrari e 29 astenuti. Nella Commissione Barroso II, a partire dal febbraio 2010, le è stato assegnato il portafoglio dell'istruzione, della cultura, del multilinguismo e della gioventù.

## Citazioni
- Nomination of Mrs Androulla Vassiliou as successor to Mr Markos Kyprianou, European Commission 28/02/08